# Pierre Vidal (homme politique, 1894-1958)
Pour les articles homonymes, voir Pierre Vidal et Vidal.
Pierre Vidal, né le 26 août 1894 à Soueix-Rogalle (Ariège) et mort le 8 avril 1958 à Oust (Ariège), est un homme politique français.

## Biographie
Docteur en droit, notaire, il est maire d'Oust, conseiller général du canton d'Oust de 1925 à 1940 et député de l'Ariège de 1932 à 1936, siégeant au groupe du Parti socialiste français, puis du parti républicain socialiste.